# Тимошкино (Ярославская область)
Тимошкино — деревня Николо-Кормской сельской администрации Покровского сельского поселения Рыбинского района Ярославской области . 
Деревня расположена на запад от села Никольское, примерно на полпути от села в сторону реки Волга. В этом направлении от Никольского идёт лесная дорога, вдоль которой, с востока на запад и ориентирована деревня.  В непосредственной видимости от Тимошкино находятся на северо-запад деревня Большое Высоко, а на юг – Дегтярицы. С востока к деревне вплотную подступает лес, а  с остальных сторон она окружена небольшими полями.
Деревня Тимошкина указана на плане Генерального межевания Рыбинского уезда 1792 года.
Численность постоянного населения на 1 января 2007 года – 16 человек .  Преобладает традиционная застройка в виде изб, но деревня находится в районе интенсивного дачного строительства. По почтовым данным в деревне 50 домов.
Транспортное сообщение деревни через рейсовые автобусы в соседнем селе Никольское, которые по автомобильной дороге Р104 на участке Углич-Рыбинск связывают село с Рыбинском, Мышкиным и Угличем. Администрация сельского поселения в поселке и центр врача общей практики находится в посёлке Искра Октября (по дороге в сторону Рыбинска). В селе Никольском – центр сельской администрации,  почтовое отделение  , школа, клуб. Действующая церковь и кладбище в селе Николо-Корма.